# Atlanta Chiefs 1972
Questa pagina raccoglie i dati riguardanti gli Atlanta Chiefs nelle competizioni ufficiali della stagione 1972.

## Stagione
La rosa della stagione precedente venne in gran parte confermata, ed alla guida della squadra venne confermato Vic Rouse, sempre nelle vesti di allenatore-giocatore.
La squadra ottenne solo il terzo posto nella Southern Division, non riuscendo ad accedere alla fase finale del torneo.

## Organigramma societario
Area direttiva
- General Manager: Vic Rouse

Area tecnica
- Allenatore: Vic Rouse

## Rosa
| N. |                        | Ruolo | Calciatore       |
| -- | ---------------------- | ----- | ---------------- |
| 1  | Germania (bandiera)    | P     | Manfred Kammerer |
| 2  | Galles (bandiera)      | P     | Vic Rouse        |
| 3  | Inghilterra (bandiera) | D     | John Cocking     |
| 4  | Inghilterra (bandiera) | D     | Mick Hoban       |
| 5  | Inghilterra (bandiera) | D     | Ken Bracewell    |
| 6  | Giamaica (bandiera)    | D     | Henry Largie     |
| 7  | Giamaica (bandiera)    | A     | Art Welch        |
| 8  | Inghilterra (bandiera) | A     | Michael Ash      |
| 9  | Canada (bandiera)      | C     | Nick Papadakis   |

| N. |                        | Ruolo | Calciatore           |
| -- | ---------------------- | ----- | -------------------- |
| 10 | Scozia (bandiera)      | C     | Danny Paton          |
| 11 | Brasile (bandiera)     | D     | Uriel                |
| 12 | Canada (bandiera)      | C     | Alec Papadakis       |
| 14 | Inghilterra (bandiera) | A     | Paul Child           |
| 15 | Stati Uniti (bandiera) | P     | Frank Van Der Sommen |
| 16 | Stati Uniti (bandiera) | D     | Alan Hamlyn          |
| 19 | Stati Uniti (bandiera) | D     | Sonny Carter         |
|    | Stati Uniti (bandiera) | D     | Steve Twellman       |